# Polski Express
Polski Express Sp. z o.o. – spółka prowadząca liniowe przewozy autobusowe na terenie Polski.

## Historia
Przedsiębiorstwo zostało utworzone w maju 1994 roku przez angielskiego potentata przewozowego National Express Group PLC, a w lipcu 1994 uruchomiło swe pierwsze linie autobusowe. Nowy tabor oraz polityka marketingowa przedsiębiorstwa sprawiła, że Polski Express stał się znaną marką na rynku dalekobieżnych przewozów autobusowych. Jednakże polityka przedsiębiorstw PKS, które nie udostępniały swoich dworców autobusom Polskiego Expressu, jak również ówczesne prawo transportowe wymagające konsultowania własnych rozkładów jazdy sprawiły, iż National Express w 1998 podjął decyzję o wycofaniu się z Polski. W tej sytuacji Polski Express stał się spółką rodzinną. W 2003 przedsiębiorstwo przewoziło średnio 75 tysięcy pasażerów miesięcznie i osiągnęło roczny przychód rzędu 650 mln złotych. Rok później startowało w przetargu na prywatyzację Warszawskiej Kolei Dojazdowej. W porozumieniu z francuskim przewoźnikiem Keolis, Polski Express ubiegał się także o zakup prywatyzowanych przedsiębiorstw PKS. W ostatnich latach wzrastający poziom usług przedsiębiorstw PKS oraz trudności (zwłaszcza finansowe) spółki Polski Express, jak też jej zła polityka marketingowa, doprowadziły do zapaści przedsiębiorstwa, przejawiającej się w likwidacji połączeń, zaleganiu z opłatami oraz przejmowaniu autobusów przez wierzycieli. W 2005 spółka znalazła się na liście podmiotów, którym udzielono pomocy publicznej. Mimo tych problemów, w 2007 firma uzyskała certyfikat ISO 9001-2000. W 2008 spółka popadła w duże długi, co stało się powodem licznych procesów sądowych ze strony pracowników, którym nie wypłacono należnych pensji oraz sukcesywnego przejmowania autobusów przez firmy leasingujące. Na początku 2009 Polski Express zakończył działalność z powodu niewypłacalności. Przewozy na liniach: do Bydgoszczy i Kołobrzegu oraz sezonowej do Krynicy Morskiej, jak też obiekty przeznaczone do obsługi pasażerów przejął dotychczasowy podwykonawca, Raf Trans.

## Świadczone usługi
Firma świadczyła usługi w zakresie dalekobieżnych przewozów autobusowych na liniach:
- Warszawa-Bydgoszcz-Szczecin/Kołobrzeg
- Warszawa-Białystok
- Warszawa-Lublin-Rzeszów (do Rzeszowa jeden kurs [1999 r.])
- Bydgoszcz-Warszawa-Lublin (kurs łączony [1999 r.])
- Warszawa-Łódź-Kraków
- Warszawa-Gdynia
- Łódź-Gdynia

oraz liniach sezonowych:
- Warszawa-Krynica Morska
- Warszawa-Ustka
- Łódź-Krynica Morska

## Tabor
Polski Express realizował przewozy głównie komfortowymi, wysokopokładowymi autobusami marki Volvo oraz Mercedes-Benz.